# Calle de Juan de Vera
La calle de Juan de Vera es una vía pública de la ciudad española de Madrid, situada en el barrio de Delicias, distrito de Arganzuela.

## Descripción
La vía discurre desde el paseo de las Delicias, donde entronca con la calle de Divino Vallés, hasta la calle de Tomás Bretón. Honra con el título a Juan de Vera, escultor y pintor de finales del siglo XVI. Aparece descrita en Las calles de Madrid (1889) de Hilario Peñasco de la Puente y Carlos Cambronero con las siguientes palabras:

Juan de Vera. Esta calle tiene su entrada por el Paseo de las Delicias y la salida al campo. Es de apertura moderna. Juan de Vera vivió á fines del siglo XVI. Gozó en su época gran fama como escultor y pintor. Sus obras más notables son: el sepulcro que hizo para el canónigo Pedro Fernández de Córdova, en la catedral de Jaén, y los bajo-relieves del convento de San Francisco de la misma ciudad.
(Peñasco de la Puente y Cambronero, 1889, p. 283)